# The Pluto Files
The Pluto Files: The Rise and Fall of America's Favorite Planet är en bok skriven av astrofysikern Neil deGrasse Tyson från 2009. Boken handlar om planeten Pluto som degraderas till statusen dvärgplanet augusti 2006 av Internationella astronomiska unionen, och därigenom berövades den dess planetstatus. Boken fokuserar också på det faktum att många amerikaner samlade sitt stöd för denna isiga dvärgplanet i utkanten av solsystemet eftersom den upptäcktes av en amerikan.